# Sodegaura (Chiba)

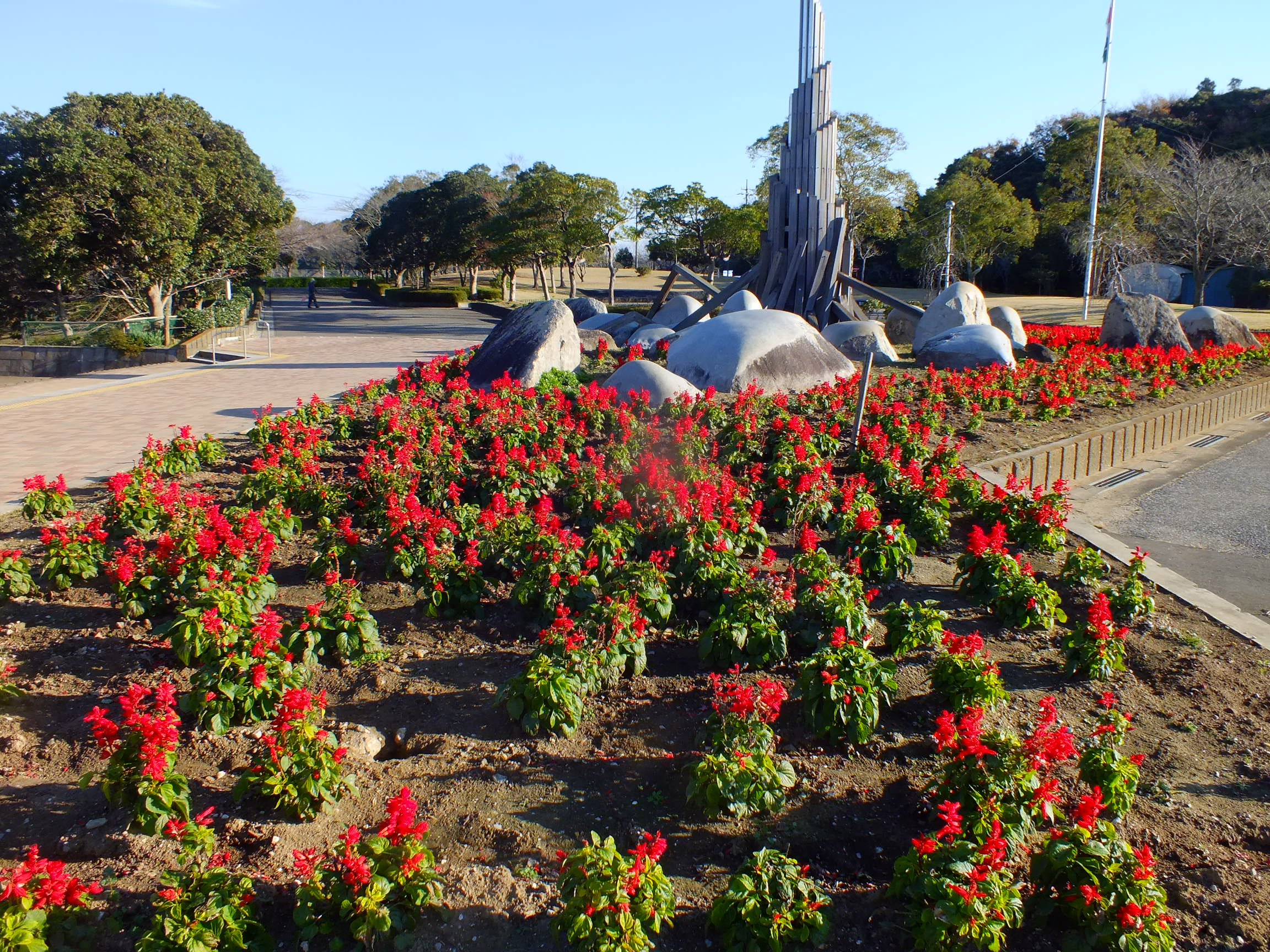
Parque Sodegaura

Sodegaura (袖ヶ浦市 Sodegaura-shi?) es una ciudad localizada en Chiba, Japón. Tiene una población estimada, a principios de octubre de 2021, de 65,254 habitantes.